# 瑞典足球甲级联赛
瑞典足球甲级联赛（瑞典語：Ettan Fotboll、Ettan），是瑞典足球联赛系统的第 3 級別，1987年，瑞典足球甲级联赛成立。1987赛季至1999赛季，该联赛为瑞典联赛的第2级别。2000年，另设瑞典足球超甲级联赛取代了该联赛。2006年，该联赛恢复，该联赛成为第3级别联赛。
瑞典足球甲级联赛共32支球队，分为2组各16支球队。